# Kuroiwa Yūji
Kuroiwa Yūji (黒岩 祐治) là chính khách người Nhật Bản. Hiện tại, ông đang giữ chức vụ làm thống đốc tỉnh Kanagawa kể từ ngày 23 tháng 4 năm 2011.